# مزرعه هندویه
مزرعه هندویه یک روستا در ایران است که در استان فارس واقع شده‌است. مزرعه هندویه ۹۹ نفر جمعیت دارد.